# Peugeot Typ 33

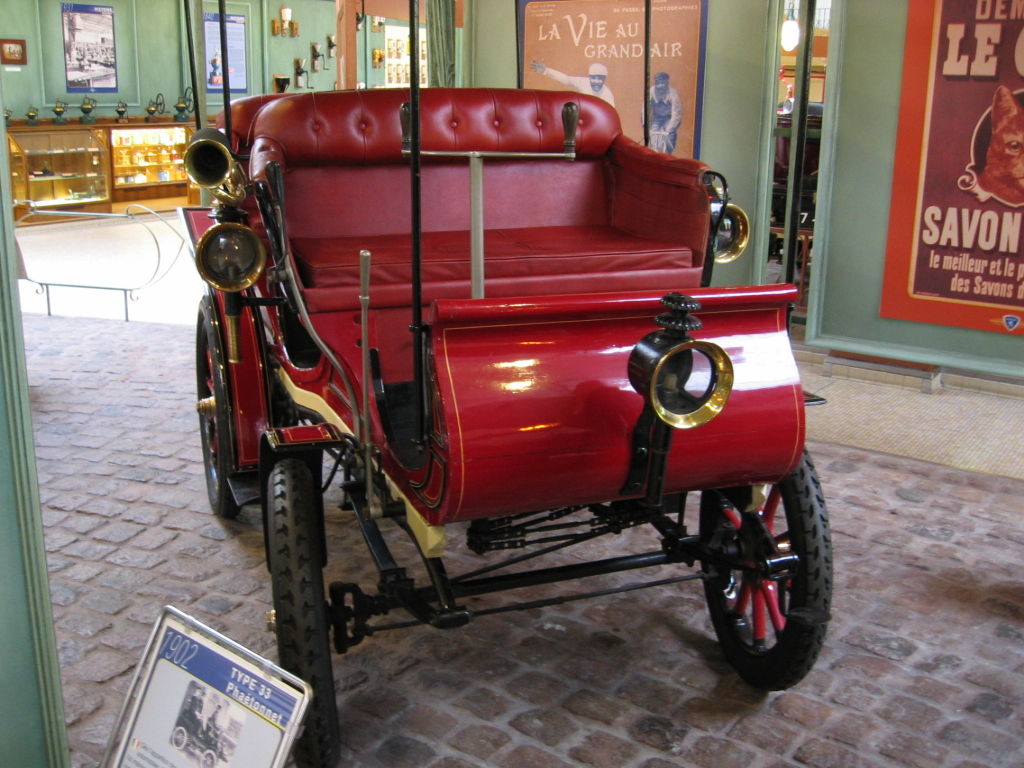
Peugeot Typ 33 im Peugeot-Museum Sochaux

Der Peugeot Typ 33 ist ein frühes Automodell des französischen Automobilherstellers Peugeot, von dem von 1901 bis 1902 im Werk Audincourt 84 Exemplare produziert wurden.
Die Fahrzeuge besaßen einen Zweizylinder-Viertaktmotor eigener Fertigung, der im Heck liegend angeordnet war und über Kette die Hinterräder antrieb. Der Motor leistete zwischen 4 und 8 PS.
Bei einem Radstand von 165 cm betrug die Fahrzeuglänge 260 cm und die Fahrzeughöhe 240 cm. Die Karosserieform Phaetonnet bot Platz für vier Personen.